# Skenholmen
Skenholmen este o arie protejată (arie specială de conservare — SAC, sit de importanță comunitară — SCI, arie de protecție specială avifaunistică — SPA) din Suedia întinsă pe o suprafață de 256,4 ha, integral pe uscat.

## Localizare
Centrul sitului Skenholmen este situat la coordonatele 57°47′48″N 19°02′35″E / 57.7967°N 19.0431°E.

## Înființare
Situl Skenholmen a fost declarat arie de protecție specială avifaunistică în iulie 2000 pentru a proteja 8 specii de animale. Alte tipuri de protecție:
- sit de importanță comunitară (în aprilie 2004)
- arie specială de conservare (în martie 2011)[1][3][4]

## Biodiversitate
Situată în ecoregiunile boreală și marină baltică, aria protejată conține 5 habitate naturale: Pășuni de coastă din Baltica boreală, Vegetație perenă pe țărmurile stâncoase, Pajiști uscate seminaturale și facies de acoperire cu tufișuri pe substraturi calcaroase (Festuco-Brometalia) (* situri importante pentru orhidee), Alvar nordic și șisturi calcaroase precambriene, Pajiști cu Molinia pe soluri calcaroase, turboase sau argilos-nămoloase (Molinion caeruleae).
La baza desemnării sitului se află mai multe specii protejate de  păsări (8): Branta leucopsis, bătăuș (Philomachus pugnax), ploier auriu (Pluvialis apricaria), ciocântors (Recurvirostra avosetta), chiră mică (Sterna albifrons), pescăriță mare (Sterna caspia), chiră de baltă (Sterna hirundo), Sterna paradisaea.